# Kaljärvi (sjö i Ruokolax, Södra Karelen)
Kaljärvi är en sjö i kommunen Ruokolax i landskapet Södra Karelen i Finland. Arean är 43 hektar och strandlinjen är 5,35 kilometer lång. Sjön  ingår i Vuoksens huvudavrinningsområde.   Den ligger omkring 58 kilometer nordöst om Villmanstrand och omkring 260 kilometer nordöst om Helsingfors. 